# مارتی نوجان
مارتی نوجان (هلندی: Maartje Nevejan؛ کارگردان تلویزیونی، و هنرپیشه اهل هلند است.
همچنین برندهٔ جوایزی همچون جایزه اسکار شده‌است.